# 역사비평
역사비평(歷史批評, Historical criticism)은 "텍스트 뒤에 있는 세계"를 이해하기 위해 고대 텍스트의 기원을 조사하고 "해석 행위가 완료될 때까지 성경의 진실성과 관련성에 대한 모든 평가를 보류"하는 과정을 강조하는 비평 분야이다. 하위 비평 또는 본문비평과 대조적으로 고등비평(高等批評, higher criticism)이라고도 한다. 고대 유대교 및 기독교 저작물과 관련하여 처음 제안된 개념이며, 후에 이슬람 경전에도 적용되었다. 현대에 역사 비평은 전 세계의 다양한 경전 및 기타 창작물에도 적용된다.
역사비평을 적용하는 사학자는 몇 가지 목표를 염두에 둔다. 하나는 텍스트 자체의 의미를 그 시대와 장소의 맥락에서, 그리고 원래 독자들에게 의도되고 받아들여졌을 방식으로 이해하는 것이다. 이는 곧 sensus literalis sive historicus, 즉 텍스트 의미의 "역사적 의미" 또는 "의도된 의미"라고 한다. 사학자는 또한 해당 출처의 신뢰성과 타당성을 이해하려고 노력하며, 출처를 과거에 대한 직접적인 서술이 아니라 과거의 목격자에 비유한다. 이 과정에서 연구 대상이 되는 출처의 의도, 동기, 편견, 선입견, 내부 일관성, 심지어 진실성까지 이해하는 것이 중요하다. 정보를 전달하거나 외부 독자에게 제시할 의도가 없었음에도 불구하고 결국 그렇게 되는 비자발적인 증인들은 매우 가치 있다고 간주된다. 사학자는 모든 가능한 설명을 고려해야 하며, 다양한 옵션을 배제하기 위해 데이터와 논증을 사용해야 한다. 성서학의 맥락에서 정경 텍스트에 호소하는 것만으로는 성경 역사에서 실제로 일어난 일을 해결하기에 불충분하다. 정경에 대한 비판적 검토뿐만 아니라 성경 외경, 고고학 및 기타 사용 가능한 모든 출처도 필요하다. 마찬가지로, 텍스트의 의미가 자신의 결론, 전제 또는 다른 어떤 것에서 텍스트로 유입되는 것이 아니라 텍스트 내에서 발견되어야 한다는 점에서 텍스트의 "해석학적 자율성"이 존중되어야 한다.
역사비평의 시작은 종종 계몽시대와 관련이 있지만, 르네상스와 더 적절하게 관련된다. 역사비평은 17세기에 시작되어 19세기와 20세기에 큰 인정을 받았다. 초기 역사비평가들의 관점은 종교 개혁과 함께 나타난 전통적 해석의 거부에 영향을 받았다. 세기가 지나면서 역사비평은 오늘날 사용되는 다양한 방법론들, 즉 문헌학, 본문비평, 문학평론, 자료비평, 양식비평, 편집비평, 전승비평, 정경비평 및 관련 방법론들로 정교해졌다.
현대에도 16세기 성경해석 방법론인 역사적 문법적 방법을 강조하는 교파가 있으나, 거의 모든 신학교에서는 역사비평을 채택하여 주요 과목으로 가르친다. 현재는 정교회와 로마 가톨릭교회 신학교에서도 성서학에서 중요한 부분이 되었다. B. S. 차일즈는 역사비평에서 진일보한 정경비평 방법론을 제시하여 편집 비평 방법론의 길을 열었다.

## 개요
사학자 노먼 캔터는 이 분야에 대해 다음과 같이 요약했다: 
구약성서 학문의 큰 질문은 항상 다음과 같았다. 히브리어 성경은 언제 쓰여졌으며 누가 썼는가? 다른 말로 하면, 유대교를 누가 세웠는가 – 족장들, 모세, 예언자들, 아니면 다른 사람들인가? (나중의 더 높은 계시의 존재를 암시하기 때문에 많은 유대인들에게 불쾌한 용어인 구약성서는 이 맥락에서 히브리어 성경을 편리하게 지칭하는 용어로 사용된다.) 19세기에 소위 고등 비평이 이러한 지속적인 질문에 대한 답을 제공하기 시작했다. 고등 비평에서 성경은 사회문학적 문서로 검토되었고 액면가 그대로 받아들여지지 않았다. [...] 이러한 종류의 비평은 19세기에 완전히 새로운 것은 아니었다. 이 접근 방식은 일부 교부들의 저작, 탈무드, 그리고 일부 중세 비평에서 사용되었다. 성경에 대한 진정한 역사적 접근 방식을 취한 최초의 비평가는 아마도 17세기 네덜란드 유대인 철학자 바뤼흐 스피노자였을 것이다. 그는 성경을 사회 문서로 취급했고 결국 파문당했다. 그러나 다른 모든 종류의 현대 학문과 마찬가지로 고등 비평은 19세기 독일에세 실제로 시작되었는데, 그곳에서 문헌학자들(대부분 프로테스탄트 목사들)이 고전 학문의 도구를 성경 연구에 적용했다.

## 정의
역사비평 방법은 텍스트가 쓰여진 시간과 장소, 그 출처, 그리고 텍스트에서 언급되거나 암시된 사건, 날짜, 인물, 장소, 사물, 관습 등 텍스트의 역사적 기원을 조사하는 데 사용되는 특정 절차이다. 역사비평 방법을 사용한 조사는 다른 학자들의 이의 제기와 재검토에 개방되어 있으므로, 일부 결론은 다른 결론보다 개연성이 높거나 더 가능성이 있지만 확실하지는 않다. 그럼에도 불구하고 이는 초기 연구의 실수를 후속 연구에서 수정할 수 있어 분야의 자체 수정이 가능하게 하며, 어떤 사람들은 이것이 오늘날 누군가가 과거에 일어난 일에 대해 얻을 수 있는 신뢰 수준을 명확히 한다고 주장하기도 한다.

### 비판적 접근
역사-비평적 방법의 의미는 텍스트에 대한 비판적이고 역사적인 읽기를 모두 적용하는 것을 포함한다. 텍스트를 비판적으로 읽는다는 것은 
그 기원, 전달 및 의미에 대한 물려받은 전제들을 보류하고, 해당 텍스트 자체와 기타 관련 출처에 대한 면밀한 읽기를 통해 그 적절성을 평가하는 것을 의미한다... 이것은 성경이 반대로 거짓되고 필멸의 것으로 가정되어야 한다는 것을 의미하는 것이 아니라, 해석자가 성경에 자신의 기준으로는 거짓, 모순되거나 하찮은 진술이 포함되어 있음을 발견할 매우 실제적인 가능성을 열어둔다. 따라서 성경 또는 꾸란에 대한 완전한 비판적 접근은 18세기 이래로 성경학자들이 자주 반복한 요구, 즉 성경은 다른 어떤 텍스트와 동일한 방식으로 해석되어야 한다는 요구와 동일하다.

### 역사적 접근
대조적으로, 텍스트를 역사적으로 읽는다는 것은 
텍스트에 귀속된 의미가 텍스트의 원래 역사적 환경 내에서 인간적으로 '생각할 수 있거나' '말할 수 있는' 것이어야 하며, 이는 후자가 과거로 거슬러 올라가 재구성될 수 있는 한에서 그렇다는 것을 요구한다. 적어도 역사-비평적 학문의 주류에 있어서, '생각할 수 있는'과 '말할 수 있는'이라는 단어들의 바탕에 깔린 가능성 개념은 역사적 유추 원리에 의해 정보를 얻는다. 즉, 과거의 역사적 기간들이 현재 시대와 동일한 자연법에 의해 제약되었고, 과거 인간 행위자들의 도덕적 및 지적 능력은 우리와 크게 다르지 않았으며, 과거 행위자들의 행동은 현대 행위자들의 행동과 마찬가지로 특정 사회적 및 경제적 요인에 의해 적어도 부분적으로 설명될 수 있다는 가정이다.

### 방법론적 자연주의의 역할
역사적 현상들은 인과관계로 상호 연결되어 있으며, 따라서 추정되는 원인의 변화는 추정되는 결과의 변화와 상관관계가 있다고 받아들여진다. 이러한 맥락에서, 인과관계의 역사적 해석이 방법론적 자연주의의 틀 안에서 이루어지는 역사주의라고 불리는 접근 방식이 적용될 수 있다. 방법론적 자연주의는 자연과학에서 가져온 접근 방식으로, 초자연적 또는 초월적 가설을 가설로서 고려 대상에서 제외한다. 그럼에도 불구하고 역사-비평적 방법은 방법론적 자연주의와는 독립적으로 추구될 수도 있다. 초자연적 원인을 방법론적으로 배제하지 않는 접근 방식도 그러한 가설의 사용에 이의를 제기할 수 있는데, 그러한 가설은 데우스 엑스 마키나의 형태를 띠거나 단순히 종교적 입장에 유리한 특별 변론을 포함할 수 있기 때문이다. 마찬가지로, 현재의 경험은 알려진 사건들이 자연적 원인과 관련되어 있음을 시사하며, 이는 초자연적 설명과 경쟁할 때 과거 현상에 대한 자연적 설명의 비중을 높인다. 따라서 배제되지 않더라도 자연적 설명은 현실에 대한 일반적인 과학적, 역사적 이해와 더 일치하기 때문에 선호될 수 있다.

## 방법
| * | 레위기 대부분 포함                                      |
| † | 신명기 대부분 포함                                      |
| ‡ | "신명기 역사": 여호수아, 사사기, 사무엘상하, 열왕기상하 |

문서가설의 관계도

역사비평의 방법론에는 대표적으로 본문비평, 자료비평, 양식비평, 편집비평, 전승비평, 그리고 급진 비평이 있다.

### 본문비평
본문비평은 텍스트의 원형을 재구성하고자 한다. 이는 종종 후속 비평 방법론을 적용하기 위한 전제 조건이 되는데, 텍스트의 출처, 형식, 편집 이력을 분석하기 전에 텍스트가 원래 무엇을 말했는지에 대한 어느 정도의 확신이 필요하기 때문이다. 본문비평의 과제는 성경 텍스트의 원본 필사본(오토그래프)이 남아 있지 않고, 사본들이 동일하지 않다는 점이다(변형을 포함하고 있기 때문). 변형은 철자 오류부터 우발적인 단어 생략, 그리고 (비록 드물지만) 마르코의 복음서 16장의 끝부분이나 요한의 콤마와 관련된 더 실질적인 변형까지 다양하다. 본문비평가의 임무는 모든 변형을 비교하여 어떤 판본이 원본인지 확립하는 것이다.

### 자료비평
자료비평은 주어진 텍스트의 근원이 되는 원본 자료를 탐구하는 것이다. 자료비평은 텍스트 또는 문서화된 자료에 중점을 두며, 구두 자료에 대한 고려는 양식비평의 영역에 속한다. 구약 성경 연구에서 자료비평의 대표적인 예는 문서가설인데, 이는 J, E, P, D로 표기된 다섯 가지 초기 문서 자료에서 오경의 기원을 설명하기 위해 제안된 이론이다. 자료비평은 또한 공관복음서의 마르코의 복음서, 마태오의 복음서, 루가의 복음서 사이의 텍스트 관계와 가설적 문서인 Q자료를 다루는 공관복음 문제를 해결하려는 시도에서도 중요하게 다루어진다. 최근 몇 년 동안 자료비평적 접근 방식은 꾸란 연구에서 점점 더 많이 적용되고 있다.

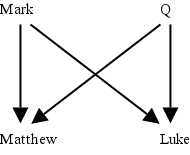
자료비평: 마태, 마르코, 루가 복음서의 관계를 설명하는 두 자료설 도표.

### 양식비평
양식비평은 인식 가능하고 관습적인 패턴의 사용으로 정의되는 텍스트 내의 "형식"을 식별하고 분석하는 것이다. 예를 들어, 편지, 법원 기록, 찬송가, 비유, 스포츠 보고서, 결혼 발표 등은 표준화된 공식과 양식화된 문구의 사용으로 인식할 수 있다. 구약 성경에서 예언적 형식은 일반적으로 "주께서 이같이 말씀하시되"라는 공식으로 시작된다. 예수의 많은 말씀은 팔복과 바리새파에 대한 화(禍) 선언을 포함하여 인식 가능한 공식적 구조를 가지고 있다. 양식 비평가들은 특히 (1) '편지', '비유' 등 텍스트의 장르, (2) 특정 형식이나 언어가 사용되는 실제 생활의 맥락이나 환경(문화적, 사회적, 종교적)을 지칭하는 Sitz im leben("삶의 자리"), 그리고 (3) 짧고 정형화되어 기억하고 다른 사람들에게 전달하기 쉬운 형식의 구두 선행 역사, 그리고 (4) 그 전달 역사에 관심이 있다.

### 편집비평과 구성비평
편집비평은 "자료의 수집, 배열, 편집 및 수정"을 연구하며, 종종 텍스트 저자의 공동체와 목적을 재구성하는 데 사용된다. 자료비평과 양식비평이 텍스트가 시작된 단위를 다루는 반면, 편집비평은 저자가 텍스트의 최종 구성 시점에서 이전 형태의 텍스트를 어떻게 수정했는지에 초점을 맞춘다. 텍스트의 이러한 편집 과정을 편집(redaction)이라 부르고, 텍스트를 편집하는 저자를 편집자(redactor)라 부른다. 편집자는 원저자와 동일 인물일 수 있다. 편집의 사례는 편집자의 "자료 선택, 편집적 연결, 요약 및 주석, 확장, 추가 및 설명"을 포함할 수 있다. 여러 편집자가 개입하고, 특히 시간이 지남에 따라 텍스트의 단계 또는 교정을 생성하는 경우 편집비평은 복잡해질 수 있다. 이러한 과정의 조사는 텍스트의 내부 특징과, 가능하다면 열왕기와 역대기와 같은 병행 텍스트에 의존할 수 있다. 학문의 발전과 함께 일부 학자들은 편집비평을 편집비평과 구성비평으로 구분하기 시작했다. 구성비평은 텍스트의 편집의 최종 단계에 더 엄격하게 초점을 맞추는데, 이 단계에서 다양한 자료들이 함께 모여 하나의 통일된 전체로 융합되고, 저자는 텍스트에 일관된 서사를 부여한다. 최종 구조가 더 일관적일수록 "구성"에 가깝고, 자료가 덜 일관되게 융합될수록 "편집"으로 보아야 한다. 그럼에도 불구하고 텍스트가 편집에서 구성으로 넘어갔다고 말할 수 있는 정확한 경계는 없다. 둘 사이의 또 다른 차이점은 편집비평은 텍스트의 층위가 시간의 흐름에 따라 발전하는 것을 살펴보는 통시적이라는 점이고, 구성비평은 최종 텍스트의 구조에 초점을 맞추는 공시적이라는 점이다.

## 논쟁

### 용어

#### "역사적"
역사-비평적 방법에서 "역사적" 및 "비평적"이라는 용어와 관련하여 논란이 일었다. "역사적"이라는 용어를 둘러싼 두 가지 우려 사항이 존재한다: (1) 비평적 접근 방식은 역사적일 뿐만 아니라 문학적이기도 하다 (2) "역사"라는 단어가 너무 광범위하다. 이는 텍스트 뒤에 있는 역사적 사건의 재구성, 텍스트 자체의 역사 연구, 텍스트의 역사적(또는 의도된) 의미, 또는 과거 해석에서 초자연적 고려를 배제하는 역사주의적 접근 방식을 의미할 수 있다. 존 바턴은 이러한 이유로 대신 "성서비평학"이라는 용어를 선호했다. 이에 대해 문학적 접근 방식도 역사적 성격을 가질 수 있으며(예: 특정 문학적 결정을 내리게 된 역사적 상황이나 동기), 더 중요한 것은 "역사-비평적 방법"이라는 용어가 모든 비평적 접근 방식을 지칭할 필요 없이 역사적 질문에 관심이 있는 접근 방식만을 지칭한다는 주장이 제기되었다. 따라서 "성서비평학"은 성경에 대한 모든 비평적 접근 방식을 지칭하는 더 넓은 용어로 채택될 수 있지만, "역사비평"은 역사적 사건과 관련된 접근 방식만을 지칭한다.

#### "비평적"
일부 사람들은 "비평적"이라는 단어가 텍스트에 대한 비판이나 적대적인 판단을 암시하는 것처럼 들릴 수 있다고 우려했다. 그러나 역사-비평적 방법의 맥락에서 "비평적"이라는 용어는 객관적인 평가 행위와, 특정 방법의 사용뿐만 아니라 그 결론이 무엇이든 상관없이 그 결론을 끝까지 따르는 접근 방식을 지칭하는 것으로 더 적절하게 이해된다.

#### "방법"
역사비평 방법이 "방법"으로서의 지위는 의문이 제기되었다. 신학자 앤드루 루스에게는 객관적 실재와 능숙한 해석자가 추출할 수 있는 텍스트에 내재된 객관적 의미를 전제로 한다. 존 바턴은 그것이 원래 의미의 "과학적 방법"처럼 체계적이지 않다고 주장한다. 또한 바턴은 과학적 방법은 방법론적으로 적용되고, 이해는 방법이 생성하는 결과에서만 추출되는 반면, 예를 들어 자료비평의 적용은 텍스트에 대한 사전 이해를 전제로 한다고 주장한다. 이에 대해 로우는 역사비평 방법이 이러한 면에서 과학적 방법과 유사하며, 둘 다 이론이 없지 않다고 주장했다. 대신, 둘 다 사용할 때 조사자는 가설로 시작하여, 연구 대상에 방법을 적용하여 가설을 테스트하고, 생성된 데이터를 바탕으로 초기 가설을 수용하거나 필요하면 수정할 수 있다.

### 세속적 세계관에 대한 헌신의 문제
일부 사람들이 제기한 또 다른 우려는 역사-비평적 방법이 조사자를 세속적 세계관에 헌신하게 하여, 연구 대상 텍스트의 주장에 대한 초월적 진리의 가능성을 배제한다는 것이다. 데이비드 로우는 이러한 비판이 허수아비 공격이라고 주장했다. 로우는 이 방법이 신학적 세계관을 전제로 제거할 뿐, 결론으로 제거하지는 않는다고 주장한다. 따라서 역사-비평적 방법은 어떤 결론에 도달하든 편견 없이 텍스트를 연구할 수 있도록 한다. 마찬가지로, 종교 텍스트의 영감 개념은 거부되지 않지만, 텍스트 검토를 위한 지침으로 작용하지 않는 한 무관심하게 취급된다.

### 1970년대 이후의 비판
1970년대 이후로 역사비평은 두 가지 추세에 직면하여 일부 학자들에 의해 쇠퇴하거나 심지어 "위기"에 처했다고 평가받았다. 첫째는 많은 학자들이 과거 텍스트와 관련된 역사적 질문 연구에서 벗어나 독자를 중심으로 하는 문학적 질문으로 전환한 것이다. 이러한 추세의 일환으로, 포스트모더니즘 학자들은 텍스트의 역사적, 의도된 또는 원래의 의미를 연구하고자 하는 역사비평가들이 해석한 "의미" 자체의 개념에 도전하려고 시도했다. 둘째 추세는 페미니스트 신학자들의 연구에서 비롯되었는데, 이들은 역사비평이 공정하거나 객관적이지 않고, 대신 서구 남성의 이익의 헤게모니를 재확립하는 도구라고 주장했다. 어떤 텍스트의 읽기도 이념적 영향으로부터 자유롭지 않으며, 역사비평을 적용하는 사학자들이 생산한 읽기도 마찬가지이다. 그들이 읽는 텍스트와 마찬가지로, 그들 역시 사회적, 정치적, 계급적 이해관계를 가지고 있다. 역사비평의 지지자들은 이 두 가지 비난에 모두 응답했다. 첫째, 문학비평은 역사비평의 대체제가 아닌 보충제로 강조되었다. 둘째, 탈식민주의 및 페미니스트적 성경 읽기는 역사비평의 일부로 쉽게 통합될 수 있으며, 이들은 이념적 영향에서 비롯된 분야의 논증을 수정하는 역할을 할 수 있다. 따라서 역사비평은 여성 신학자들이 성경 속 여성의 관점을 회복하고자 하는 경우와 같이 비평가들에 의해 채택되었다. 그러므로 위기에 처하기보다는 역사비평은 "새로운 방법의 도입으로 확장, 수정 및 보완되었다"고 말할 수 있다.

## 역사

### 선구자들
역사상 여러 저자들이 역사-비평적 방법과 유사한 접근 방식을 적용했다. 예를 들어, 일부 교부들은 스타일적 기준에 따라 바울이 히브리인들에게 보낸 편지의 저자인지, 또는 요한의 복음서의 저자가 요한의 묵시록의 저자와 동일 인물인지와 같은 정경 성경 책의 저작권 문제에 대해 논쟁을 벌였다. 히에로니무스는 베드로가 베드로의 둘째 편지의 진정한 저자인지에 대한 광범위한 의심을 보고한다. 율리우스 아프리카누스는 오리게네스에게 보낸 편지에서 다니엘서에 나오는 수산나 (다니엘서) 이야기가 진짜가 아니라고 믿는 여러 비판적 논증을 제시했다. 아우구스티누스는 신의 영감을 주장하는 사람들의 해석을 따르기보다는 성경 해석에서 세속적 학문의 사용을 강조했다. 많은 사람들은 알렉산드리아 교리학교에서 주장된 성경의 다양한 알레고리적 해석을 원래 텍스트의 의미와 모순된다고 반박한 점에서 안티오키아 학파의 주석을 놀랍도록 비판적이라고 보았다. 1440년, 로렌초 발라는 언어학적, 법적, 역사적, 정치적 논증을 바탕으로 콘스탄티누스의 기증이 위조임을 입증했다. 종교 개혁은 전통의 지배적인 렌즈 없이 성경 텍스트를 명확하게 해석하려는 노력의 증가를 가져왔다. 중세는 알레고리적 읽기의 우선순위를 점차 낮추는 몇 가지 경향을 보였지만, 르네상스에 이르러서야 지배력을 잃었다. 이 시기의 접근 방식은 "근원으로 돌아가기", 필사본 수집(그 진위성 평가), 종교 텍스트의 비판적 판본 확립, 원어 학습 등을 강조하는 태도를 보였다. 개신교의 부상과 함께 성경의 자국어 번역의 증가는 로마 가톨릭교회의 주석 독점에도 도전했다. 요아힘 카메러리우스는 성경이 저자의 관점에서 해석되어야 한다고 주장했으며, 후고 그로티우스는 고대 배경에 비추어 해석되어야 한다고 주장했다. 존 라이트풋은 신약성경의 유대적 배경을 강조했으며, 이를 이해하기 위해서는 랍비 문학에 포함된 텍스트 연구가 필요하다고 했다. 이신론과 합리론의 부상은 성경에 대한 전통적 관점에 압력을 더했다. 예를 들어, 요한 어네스티는 성경을 균일한 전체가 아닌 별개의 문학 작품들의 모음으로 보려고 노력했다.

### 기원과 사용
성경에 적용된 역사비평은 바뤼흐 스피노자(1632–1677)에서 시작되었다. "고등 비평"이라는 용어는 18세기 중반부터 20세기 초까지 장 아스트뤽(1684–1766), 요한 살로모 셈러(1725–1791), 요한 고트프리트 아이히호른(1752–1827), 페르디난트 크리스티안 바우어(1792–1860), 율리우스 벨하우젠(1844–1918)과 같은 학자들의 작업을 설명하기 위해 유럽에서 인기를 얻었다. 학계에서는 현재 "고등 비평"으로 적절히 간주되는 작업의 집합이지만, 이 용어는 때때로 유사한 방법을 사용하는 이전 또는 이후의 작업에도 적용된다. "역사-비평적"이라는 전문 용어는 17세기 역사학에서 유래하여 19세기 초 성서 연구에 채택되었다.
"고등 비평"은 원래 독일의 튀빙겐 학파 성서 학자들의 작업을 지칭했다. 프리드리히 슐라이어마허(1768–1834)의 신약성경에 대한 획기적인 작업 이후, 다비트 프리드리히 슈트라우스(1808–1874)와 루트비히 포이어바흐(1804–1872)와 같은 학자들을 포함한 다음 세대는 19세기 중반에 성경 시대의 중동 역사 기록을 분석하여 성경 사건에 대한 독립적인 확인을 찾았다. 후자 학자들은 계몽시대와 합리론 사상가들인 존 로크(1632–1704), 데이비드 흄, 이마누엘 칸트, 고트홀트 레싱, 요한 고틀리프 피히테, 게오르크 빌헬름 프리드리히 헤겔(1770–1831) 및 프랑스 합리론자들의 전통을 기반으로 했다.
이러한 사상은 새뮤얼 테일러 콜리지의 작업과 특히 조지 엘리엇의 슈트라우스의 《예수의 삶》(1846) 및 포이어바흐의 《기독교의 본질》(1854) 번역을 통해 잉글랜드에 영향을 미쳤다. 1860년에 7명의 자유주의 성공회 신학자들이 이러한 역사 비평을 기독교 교리에 통합하는 과정을 《수필과 비평》(Essays and Reviews)에서 시작했으며, 이는 찰스 다윈의 새로 출판된 《종의 기원》에 대한 논쟁을 완전히 가리고 5년간의 논란을 일으켰다. 저자 중 두 명은 이단으로 기소되어 1862년에 직위를 잃었지만, 1864년 항소심에서 판결이 뒤집혔다. 프랑스인 에르네스트 르낭(1823–1892)의 획기적인 작품 《예수의 삶》(1863)은 슈트라우스와 포이어바흐와 같은 전통을 이어갔다. 가톨릭에서는 아돌프 폰 하르나크의 《기독교의 본질》과 르낭의 《예수의 삶》에 대한 알프레드 루아지의 대표작 《복음과 교회》(1902)가 근대주의 위기(1902-61)를 낳았다. 루돌프 불트만(1884–1976)과 같은 일부 학자들은 성경의 고등 비평을 사용하여 성경을 "비신화화"했다.

## 종교계의 수용

### 로마 가톨릭교회
로마 가톨릭교회는 20세기가 되어서야 역사비평을 접근 방식으로 채택했다. 이 방법은 1546년 트리엔트 공의회에서 개인적인 해석보다는 교회가 승인한 해석을 강조하면서 거부되었다. 이 이전 결정은 1869~1870년 제1차 바티칸 공의회에서 재확인되었다. 1907년 교황 비오 10세는 1907년 《라멘타빌리 사네 엑시투》에서 역사비평을 비난했다. 그러나 20세기 중반 무렵, 태도가 바뀌었다. 1943년 교황 비오 12세는 회칙 《디비노 아플란테 스피리투》를 발표하여 역사비평을 허용할 뿐만 아니라 "의무"로 만들었다. 가톨릭 성서학자 레이먼드 E. 브라운은 이 회칙을 "성서 발전을 위한 마그나 카르타"라고 묘사했다. 1964년 교황청 성서위원회는 《복음서의 역사적 진실에 대한 훈령》을 발표하여 이 방법을 확인하고 그 도구를 주석 (해석학)에 어떻게 사용할 수 있는지 설명했다. 제2차 바티칸 공의회(1962–1965)는 이 접근 방식을 재확인했다. 교황청 성서위원회의 《교회에서의 성경 해석》에서도 이 점을 다시 강조했다.
이러한 경향으로 인해 로마 가톨릭 학자들은 학계에 진출하여 성서학 분야에 상당한 공헌을 해왔다. 그러나 가톨릭 신학자 스콧 한에 따르면:
이는 대부분의 평신도들이 깨닫는 것보다 훨씬 더 큰 간극이다. (프란치스코 대학교 스튜벤빌과 같은 몇몇 예외적인 단과대학과 종합대학을 제외하고) 영감받은 하느님의 말씀으로서 성경을 연구하기 위해 가야 할 마지막 장소가 바로 대학의 성서학부라는 것은 과장이 아니다. 사실, 그곳은 자신의 기독교 신앙이 파괴되는 것을 경험할 첫 번째 장소이다. 왜냐하면 거의 모든 커리큘럼이 성경이 "과학 이전 시대"에 짜깁기된 전적으로 인간적인 산물이라는 가정에 의해 정의되기 때문이다.— 한과 위커 (2021)

#### 역사비평 방법의 구현
1993년 4월 23일, 교황청 성서위원회는 역사비평 방법의 단계를 명시한 《교회에서의 성경 해석》을 출판했다.
- 본문비평: 가장 오래되고 품질이 좋은 사본, 파피루스, 고대 번역, 교부학 자료의 증언에서 시작하여 원본에 가장 가까운 성경 텍스트 버전을 추적하려고 시도한다.
- 언어 분석: 형태론, 통사론 및 의미론이 역사언어학을 사용하여 분석된다.
- 양식비평 (독일어: formgeschichte): 텍스트의 중복과 화해할 수 없는 차이를 관찰하여 텍스트의 내부 일관성을 확인하고, 다른 출처(자료비평)에서 파생된 다양한 크기의 기본 단위로 세분화된다.[48]
- 전승비평(traditiongeschichte): 텍스트를 그 영감을 준 구전과 관련시켜 역사 전반에 걸쳐 그 진화를 연구한다.
- 편집비평(redactiongeschichte): 최종 버전 편집자에 의해 텍스트에 가해진 변경 사항을 확립하려고 시도한다. 저자가 동시대인들에게 전달한 메시지를 평가한다.[48] 이는 비판적 역사 방법의 유일한 공시적 단계이다. 즉, 텍스트가 우리에게 전달된 그대로를 자체적으로 평가하며, 역사적 진화와 관련해서는 평가하지 않는다.

역사비평 방법은 텍스트의 역사성을 평가하는 역사적 비판으로 완성될 수 있다. 교황청 성서위원회는 또한 수사학적 분석, 기호학적 분석 및 서사학적 분석과 같은 다른 공시적 방법들도 제시한다.

### 루터교회
1966년 루터교회-미주리 시노드 신학 및 교회 관계 위원회는 가톨릭 교회가 이전에 그랬던 것처럼 역사비평을 수용하기 위한 조치를 승인했다. 그러나 1973년에는 역사비평을 거부했다.

### 복음주의적 반대
19세기부터 복음주의 학자와 작가들은 역사비평 학자들의 이론에 반대하는 데 노력을 기울였다. 당시 복음주의자들은 '고등 비평가들'이 자신들의 독단적인 주장을 논란의 여지가 없는 사실인 양 주장한다고 비난했다. 제임스 오르, 윌리엄 헨리 그린, 윌리엄 M. 램지, 에드워드 가베트, 알프레드 블롬필드, 에드워드 하틀리 듀어트, 윌리엄 B. 보이스, 존 랭트리, 다이슨 헤이그, D. K. 패튼, 존 윌리엄 맥가베이, 데이비드 맥딜, 존 찰스 라일, 찰스 H. 스펄전, 로버트 D. 윌슨과 같은 과거 교계 인사들은 역사비평가들의 판단에 맞섰다. 이러한 반대 견해 중 일부는 오늘날에도 더 보수적인 복음주의권에서 지지를 받고 있다. 역사비평에 대한 통일된 입장은 없었으며, 개신교 교단들은 이 문제로 분열되었다(예: 근본주의-자유주의 논쟁, 쇠퇴 논쟁 등). 역사적 문법적 방법이 복음주의자들에게 선호되었지만, 주요 대학에 소속된 현대 학자들의 대다수는 이를 지지하지 않는다. 글리슨 아처, O. T. 앨리스, C. S. 루이스, 게르하르트 마이어, 마틴 로이드 존스, 로버트 L. 토마스, F. 데이비드 파넬, 윌리엄 J. 아브라함, 제임스 패커, G. K. 빌, 스콧 한은 복음주의자로서 역사비평 해석학적 방법을 거부했다.
복음주의 기독교인들은 서구 세계에서 기독교 신앙의 쇠퇴(교회 출석 감소, 그리스도에 대한 신앙과 성경적 헌신으로의 회심 감소, 성경의 초자연주의 침식, 철학과 기독교 계시의 혼합 등)가 역사비평의 결과라고 부분적으로 돌리는 경우가 많다. 역사비평 교리를 수용하는 것은 개신교 기독교에 대한 상충되는 견해를 낳았다. 시카고 성경 무오성 선언 제16조는 전통적인 성경 무오성을 긍정하지만, '부정적인 고등 비평'에 대한 대응은 아니다.
반면에, 로버트 M. 프라이스, 대럴 J. 다우티, 헤르만 데터링에 의해 네덜란드 급진 학파의 극단적인 역사비평을 되살리려는 시도 또한 주류 학자들로부터 강한 비판과 무관심을 받아왔다. 이러한 입장들은 오늘날 사소한 고등 비평 저널과 기타 주변 출판물에 국한되어 있다.

## 같이 보기
- 성서비평학
- 성경 장르
- 정독
- 고문서학
- 문서가설
- 근본주의-자유주의 논쟁
- 역사학
- 역사적 문법적 방법
- 고등 비평 저널
- 본문비평 (하위 비평)
- 공관복음 문제

### 인용
1. 1 2  Soulen, Richard N.; Soulen, R. Kendall (2001). 《Handbook of biblical criticism》 3, rev. a expa판. Louisville, Ky.: Westminster John Knox Press. 78쪽. ISBN 0-664-22314-1.
2. 1 2 3  Sinai 2017, 2–5쪽.
3. ↑  Hahn, Scott, 편집. (2009). 《Catholic Bible dictionary》 1판. New York: Doubleday. ISBN 978-0-385-51229-9.
4. ↑  Soulen, Richard N. (2001). 《Handbook of Biblical Criticism》. John Knox. 108, 190쪽.
5. ↑  Sinai 2017.
6. ↑  Motzki 2022.
7. ↑  Oliver, Isaac (2023). 〈The Historical-Critical Study of Jewish, Christian, and Islamic Scriptures〉.   Dye, Guillame. 《Early Islam: The Sectarian Milieu of Late Antiquity?》. Editions de l'Universite de Bruxelles.
8. ↑  Krentz 1975, 35–47쪽.
9. ↑  Krentz 1975, 48쪽.
10. ↑  Krentz 1975, 53–54쪽.
11. ↑  Law 2012, 25–26쪽.
12. ↑  Law 2012, viii–ix쪽.
13. ↑  Cantor, Norman F.; Cantor, Norman F. Medieval history (1993). 《The civilization of the Middle Ages : a completely revised and expanded edition of Medieval history, the life and death of a civilization》. Internet Archive. New York : HarperCollins. 22쪽. ISBN 978-0-06-017033-2.
14. 1 2  Krentz 1975, 56–57쪽.
15. 1 2  Soulen, Richard N. (2001). 《Handbook of Biblical Criticism》. John Knox. 79쪽.
16. ↑  Krentz 1975, 66–67쪽.
17. ↑  Krentz 1975, 57–61쪽.
18. ↑  Law 2012, 20쪽.
19. ↑  Law 2012, 22–23쪽.
20. ↑  Law 2012, 23–24쪽.
21. ↑  Law 2012, 81–82쪽.
22. ↑  Law 2012, 113–123쪽.
23. ↑  Pregill 2023, 549–560쪽.
24. ↑  Law 2012, 140–143쪽.
25. ↑  “Religious Studies Department, Santa Clara University.”. 2006년 2월 28일에 원본 문서에서 보존된 문서.
26. ↑  Law 2012, 181–182쪽.
27. ↑  Law 2012, 194–196쪽.
28. ↑  Law 2012, 4–8쪽.
29. ↑  Law 2012, 8쪽.
30. ↑  Law 2012, 10–14쪽.
31. ↑  Meier 1977.
32. ↑  Law 2012, 9–10쪽.
33. ↑  Law 2012, 23쪽.
34. ↑  Law 2012, 75–80쪽.
35. ↑  Krentz 1975, 6–10쪽.
36. ↑  Law 2012, 25–52쪽.
37. ↑  
Compare:
Durant, Will (1961). 〈4: Spinoza〉. 《The Story of Philosophy: The Lives and Opinions of the Great Philosophers of the Western World》. A Touchstone book. New York: Simon and Schuster. 125쪽. ISBN 978-0-671-20159-3. 2017년 7월 23일에 확인함. ...the movement of higher criticism which Spinoza initiated has made into platitudes the propositions for which Spinoza risked his life.
38. ↑  The Columbia Encyclopedia, Sixth Edition, 2007
39. ↑  Zvi Brettler, Marc; Arakaky, Matthew (2024년 5월 27일). 《On the Term »Historical-Critical«》. 《Zeitschrift für die alttestamentliche Wissenschaft》 (영어) 136. 206–218쪽. doi:10.1515/zaw-2024-2002. ISSN 1613-0103.
40. 1 2  Law 2012, 74쪽.
41. ↑  Brown, Raymond E. (1990). 〈Church Pronouncements〉.   Brown, Raymond E.; Fitzmyer, Joseph A.; Murphy, Roland E. 《The New Jerome Biblical Commentary》. Englewood Cliffs, New Jersey: Prentice Hall. 1167쪽. Cited in Donahue 1993, 76쪽.
42. 1 2  Krentz 1975, 2쪽.
43. ↑  Law 2012, 75쪽.
44. ↑  Hahn, Scott; Wiker, Benjamin (2021). 《The Decline and Fall of Sacred Scripture: How the Bible Became a Secular Book》. Emmaus Road Publishing. unpaginated쪽. ISBN 978-1-64585-101-1. 2025년 1월 1일에 확인함.
45. ↑  Hahn, Scott; Wiker, Benjamin (2021년 6월 7일). “Don't Fall for Politicizing the Bible”. 《St. Paul Center》. 2025년 1월 2일에 확인함.
46. 1 2 3  교황청 성서위원회. “The Interpretation of the Bible in the Church”. 2025년 3월 30일에 원본 문서에서 보존된 문서. (as published in Origins, January 6, 1994)
47. ↑  《The Interpretation of the Bible in the Church: Address of His Holiness Pope John Paul II and Document of the Pontifical Biblical Commission》. Boston: Pauline Books & Media. 1999. ISBN 978-0-8198-3670-0. OCLC 43409073. (and also Libreria Editrice Vaticana, Rome 1993, 130 pp.)
48. 1 2  Peter Beckmann (2020). 《The Interpretation of the Bible in the Church and the Historical Critical Method》. 《Theoforum》 (영어) 50. 23–34쪽. doi:10.2143/TF.50.1.3289214. 2025년 3월 30일에 원본 문서에서 보존된 문서.
49. ↑  https://ehrmanblog.org/how-do-we-know-what-most-scholars-think/ 보관됨 2021-07-30 - 웨이백 머신 Quote: "First, what is taught about the New Testament to undergraduates at the colleges and universities that are NOT evangelical? You can pick any type of school you want, and I (and virtually every other scholar in the field) can tell you the answer, simply because I (and they) know (either personally or through reputation) virtually every senior (and many junior) scholar at those places. These scholars pretty much all toe the line that I indicate: about John, 1 Timothy, the dating of the Gospels, and most other critical issues."
50. ↑  Lewis, Clive Staples (1969). 《Modern Theology and Biblical Criticism》. 《BYU Studies Quarterly》 9.
51. ↑  “D. Martyn Lloyd-Jones on the Authority of Scripture—We Must Choose Between Two Positions”. 《Albert Mohler》. 2005년 6월 19일. 2021년 10월 23일에 원본 문서에서 보존된 문서. 2021년 10월 23일에 확인함.
52. ↑  Baptist Church, Duncan Street. “Chicago Statement on Biblical Inerrancy”. 《duncanstreetbaptistchurch.co.uk》. 2023년 1월 22일에 원본 문서에서 보존된 문서. 2023년 1월 22일에 확인함.
53. ↑  Ehrman, Bart D. (2012년 3월 20일). 《Did Jesus Exist?: The Historical Argument for Jesus of Nazareth》 (영어). Harper Collins. ISBN 978-0-06-208994-6. 2022년 8월 8일에 원본 문서에서 보존된 문서. 2021년 11월 17일에 확인함.

## 더 읽어보기
- Fitzmyer, Joseph A. (2008). 《The Interpretation of Scripture: In Defense of the Historical-Critical Method》. Paulist Press. ISBN 978-0-8091-4504-1.